# Aegiochus dollfusi
Aegiochus dollfusi är en kräftdjursart som först beskrevs av Théodore Monod 1933.  Aegiochus dollfusi ingår i släktet Aegiochus och familjen Aegidae. Inga underarter finns listade i Catalogue of Life.